# سيسبان حريري
سيسبان حريري (الاسم العلمي:Sesbania sericea) هو نوع من النباتات يتبع جنس السيسبان من الفصيلة البقولية. تم وصف هذا النوع من النبات علمياً لأول مرة من قبل يوهان هاينريش فردريش لينك وكارل لودفيغ ويلدنو سنة 1822.